# V. Y. Mudimbe
Valentin-Yves Mudimbe (Likasi, 8 de dezembro de 1941 – Carolina do Norte, 22 de abril de 2025) foi um filósofo quinxassa-congolês, professor e autor de poemas, romances, além de livros e artigos sobre cultura africana e história intelectual.

## Início da vida, carreira e morte
Mudimbe nasceu no Congo Belga, atual República Democrática do Congo. Quando jovem, ingressou em um mosteiro, mas deixou-o em 1962 para estudar as forças que moldaram a história africana. Ele estudou na Universidade Lovanium (PhD, 1970) e foi para os Estados Unidos em 1979 por razões políticas. Lecionou no Haverford College e na Universidade de Stanford e foi professor emérito do Programa de Literatura da Universidade de Duke. Seu trabalho teve um grande impacto em muitas disciplinas, incluindo Filosofia, Sociologia, Antropologia, Linguística, Literatura e História.
Mudimbe morreu no dia 22 de abril de 2025, aos 83 anos na Carolina do Norte, Estados Unidos.

## Trabalhos
Ele foi geralmente considerado o Edward Saïd dos estudos africanos, notadamente em seu livro principal The Invention of Africa (1988), um trabalho amplamente considerado tão significativo para o campo dos estudos africanos quanto o Orientalismo de Saïd (1978) foi para os estudos pós-coloniais. Um considerável corpo de trabalho foi dedicado às publicações de Mudimbe.
Mudimbe concentra-se mais em fenomenologia, estruturalismo, narrativas míticas e na prática e uso da linguagem. Como professor, ele ministrou cursos sobre esses tópicos, bem como sobre a geografia cultural da Grécia antiga.
- Diploma universitário, Universidade Lovanium, Leopoldville (Kinshasa), Congo (1962)
- Diploma, Universidade Lovanium, Kinshasa, Congo (1964)
- Bacharel, Universidade Lovanium, Kinshasa (1966)
- Pós-graduação, Universidade de Paris (1968)
- Doutorado com honras, Universidade Católica de Leuven, Bélgica (1970)

## Livros
Romances
- Déchirures (1971)
- Entre les eaux (1973); traduzido para o inglês como Between Tides por Stephen Baker (1991)
- Entretailles (1973)
- L'Autre Face du royaume (1973)
- Les Fuseaux (1974)
- Le Bel immonde (1976); traduzido para o inglês como Before the Birth of the Moon por Marjolijn de Jager (1989)
- L'Ecart (1979); traduzido para o inglês como The Rift por Marjolijn de Jager (1993)
- Shaba deux (1988)
- Les Corps glorieux des mots et deséres (1994)

Ensaios
- L'Odeur du père, Presence Africaine (1982)
- The Invention of Africa: Gnosis, Philosophy and the Order of Knowledge, Indiana University Press (1988).
- A invenção da África: gnose, filosofia e a ordem do conhecimento, Editora Vozes, tradução de Fábio Ribeiro (2019)
- Parables and Fables: Exegesis Textuality and Politics in Central Africa, The University of Wisconsin Press (1991)
- The Surreptitious Speech: Presence Africaine and the Politics of Otherness 1947-1987,  University of Chicago Press (1992)
- Africa & the Disciplines, coeditor, University of Chicago Press (1993)
- Africa & the Disciplines, coeditor, University of Chicago Press (1993)
- Tales of Faith: Religion as Political Performance in Central Africa, Athlone Press (1997)
- Nations, Identities, Cultures, editor, Duke University Press (1997)
- Diaspora and Immigration, coeditor, South Atlantic Quarterly special issue, Duke University Press (1999)
- The Normal & Its Orders, coeditor, Editions Malaïka (2007)
- On African Fault Lines: Meditations on Alterity Politics, University of KwaZulu-Natal Press (2013)

## Sobre o trabalho de Mudimbe
Em português
A África de Valentin Mudimbe e o desconstruir de uma ordem do conhecimento, artigo de Priscila Maria Weber. Disponível em:
https://seer.ufrgs.br/anos90/article/view/49228

Em inglês
- White fathers in colonial central Africa : a critical examination of V.Y. Mudimbe's theories on missionary discourse in Africa Friedrich Stenger, Münster : London : Lit, 2002.
- Singular performances : reinscribing the subject in Francophone African writing, Charlottesville : University of Virginia Press, 2002.
- Postcolonial theory and Francophone literary studies, Adlai Murdoch and Anne Donadey. Gainesville : University Press of Florida, 2005.
- Postcolonial Francophone autobiographies : from Africa to the Antilles Edgard Sankara, Charlottesville : University of Virginia Press, 2011.
- VY Mudimbe: Undisciplined Africanism Pierre-Philippe Fraiture, Liverpool, Liverpool University Press, 2013.

Em francês
- VY Mudimbe, le discours, l' art art and l' reciture, Bernard Mouralis, Présence Africaine, Paris, 1988
- Le roman africain face aux discours hégémoniques : étude sur l'énonciation et l'idéologie dans l'œuvre de V.Y. Mudimbe, Jean-Christophe Luhaka A. Kasende, L'harmattan 2001.
- L'Afrique au miroir des littératures, des sciences de l'homme et de la société : mélanges offerts à V.Y. Mudimbe, Kasende, Jean-Christophe Luhaka A, L'harmattan, 2003.
- V.Y. Mudimbe et la ré-invention de l'Afrique: poétique et politique de la décolonisation des sciences humaines, Kasereka Kavwhairehi, éditions Rodopi, 2006.
- Pour un nouvel ordre africain de la connaissance : hommage à V.Y. Mudimbe sous la direction de Alphonse Mbuyamba-Kankolongo, Paris, 2011.